# Mia Farrow

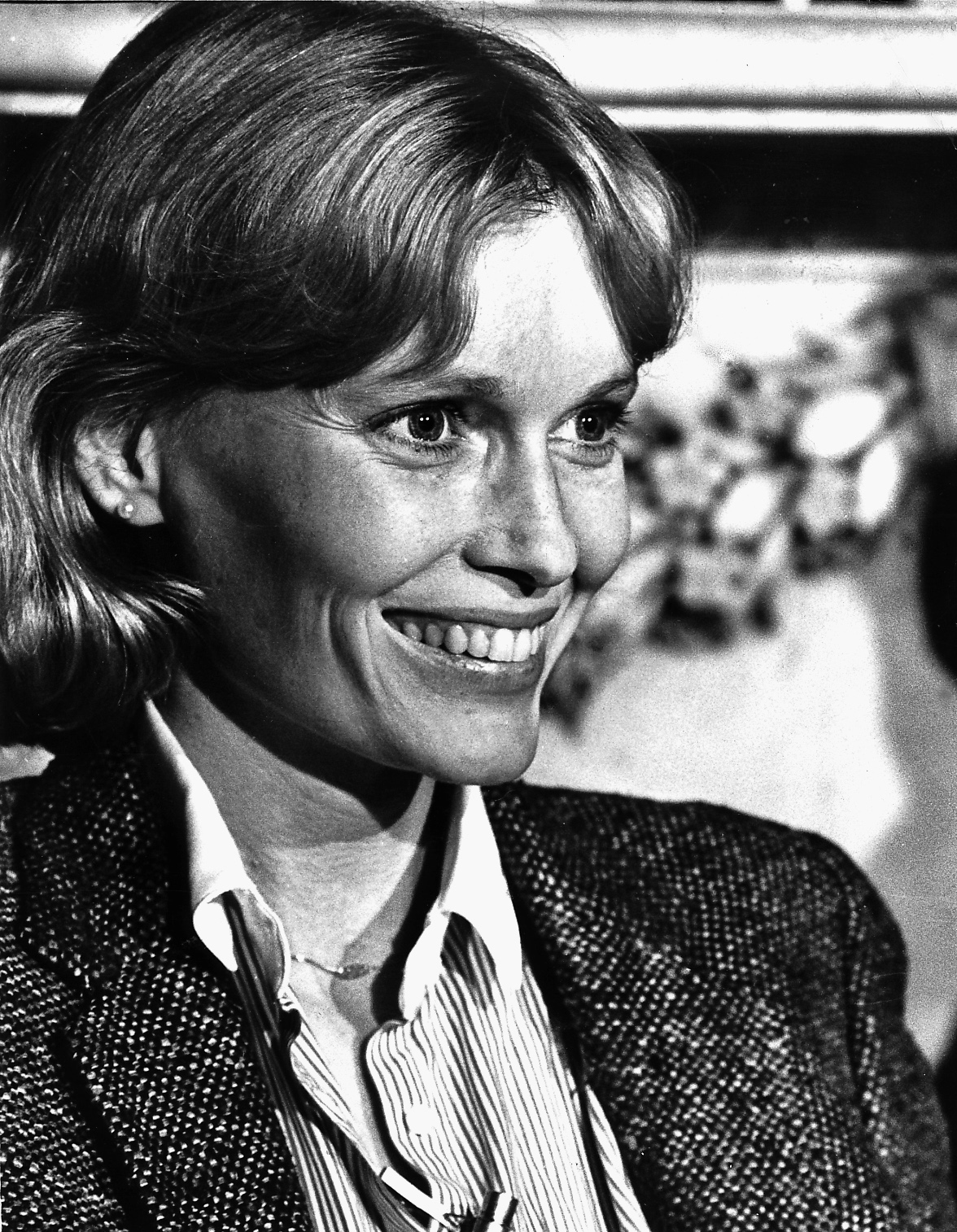
Mia Farrow 1980.

María de Lourdes Villiers Farrow, känd professionellt som Mia Farrow, född 9 februari 1945 i Los Angeles i Kalifornien, är en amerikansk skådespelerska, aktivist och före detta modell som har medverkat i mer än 50 filmer. Hon har vunnit ett flertal priser, inklusive en Golden Globe, och nominerats till tre BAFTA. Hon är också känd för sitt omfattande arbete som Unicefs goodwillambassadör, inklusive hennes humanitära aktiviteter i Darfur, Tchad och Centralafrikanska republiken. 2008 utsåg Time Magazine henne till en av de mest inflytelserika personerna i världen.

## Biografi
Mia Farrow föddes som nummer tre i en barnaskara av sju till regissören John Farrow och skådespelaren Maureen O’Sullivan. Hon drabbades av polio när hon var nio år gammal. Bland hennes syskon märks Prudence Farrow och Tisa Farrow.
Farrow gjorde scendebut 1963 i en off-Broadwayuppsättning av Oscar Wildes The Importance of Being Earnest. Påföljande år gjorde hon filmdebut i Kanonerna vid Batasi. Sitt genombrott fick Farrow 19 år gammal i TV-serien Peyton Place.
Farrow skapade stora rubriker när hon 1966 gifte sig med den trettio år äldre Frank Sinatra. Paret skilde sig 1968 men förblev vänner. Hon anslöt sig sedan till flower powerkulten och reste till Indien, där hon utövade transcendental meditation för gurun Maharishi Mahesh Yogi tillsammans med The Beatles en tid. Hon återvände till Hollywood, där hon gjorde stor succé med sin roll i Rosemarys baby (1968).
Farrow var gift med André Previn 1970–1979. Tillsammans med Previn fick hon tre biologiska barn och adopterade även tre barn. Hon levde tillsammans med Woody Allen 1981–1992 och hade roller i flera av hans filmer, till exempel Hannah och hennes systrar (1986). Farrows förhållande med Allen tog slut efter att hon fått reda på att han hade ett förhållande med hennes adoptivdotter, Soon-Yi Previn. Allen är sedan 1997 gift med Soon-Yi Previn. Mia Farrow och Woody Allen adopterade också två barn och fick ett biologiskt. Sammanlagt har Farrow 14 barn, varav 11 är i livet. Tio av barnen är adopterade.
Sedan år 2000 har Mia Farrow fokuserat på aktivism och är engagerad i samhällsfrågor bland annat som Unicef-ambassadör.

## Filmografi (i urval)
- 1959 – Äventyr på de sju haven (ej krediterad)
- 1964–1966 – Peyton Place (TV-serie) (263 avsnitt)
- 1964 – Kanonerna vid Batasi
- 1968 – Slutpunkt Berlin
- 1968 – Rosemarys baby
- 1968 – Svart spegel
- 1969 – John och Mary
- 1971 – Blind terror
- 1972 – Så tuktas en doktor
- 1974 – Den store Gatsby
- 1977 – Full Circle
- 1978 – Oh, vilket bröllop!
- 1978 – Lavinen
- 1978 – Döden på Nilen
- 1979 – Orkanen
- 1982 – En midsommarnatts sexkomedi
- 1982 – Den sista enhörningen (röst)
- 1983 – Zelig
- 1984 – Broadway Danny Rose
- 1984 – Supergirl
- 1985 – Kairos röda ros
- 1986 – Hannah och hennes systrar
- 1987 – Radio Days
- 1987 – September
- 1988 – En annan kvinna
- 1989 – New York Stories
- 1989 – Små och stora brott
- 1990 – Alice
- 1991 – Skuggor och dimma
- 1992 – Fruar och äkta män
- 1994 – Fröken O'Hares hemlighet
- 1995 – Miami Rhapsody
- 1999 – Coming Soon
- 2002 – Framtidsfabriken
- 2000–2003 – Tredje skiftet (TV-serie) (fyra avsnitt)
- 2006 – Omen
- 2006 – Arthur och minimojerna
- 2006 – The Ex
- 2008 – Be Kind Rewind
- 2009 – Arthur och Maltazard
- 2010 – Arthur och de två världarna
- 2011 – Dark Horse
- 2022 – The Watcher (TV-serie)